# Liste der Baudenkmäler in Nabburg
Auf dieser Seite sind die Baudenkmäler in der Oberpfälzer Stadt Nabburg zusammengestellt. Diese Tabelle ist eine Teilliste der Liste der Baudenkmäler in Bayern. Grundlage ist die Bayerische Denkmalliste, die auf Basis des Bayerischen Denkmalschutzgesetzes vom 1. Oktober 1973 erstmals erstellt wurde und seither durch das Bayerische Landesamt für Denkmalpflege geführt wird. Die folgenden Angaben ersetzen nicht die rechtsverbindliche Auskunft der Denkmalschutzbehörde.
 Die Liste gibt den Fortschreibungsstand vom 24. April 2018 wieder und umfasst 91 Baudenkmäler.

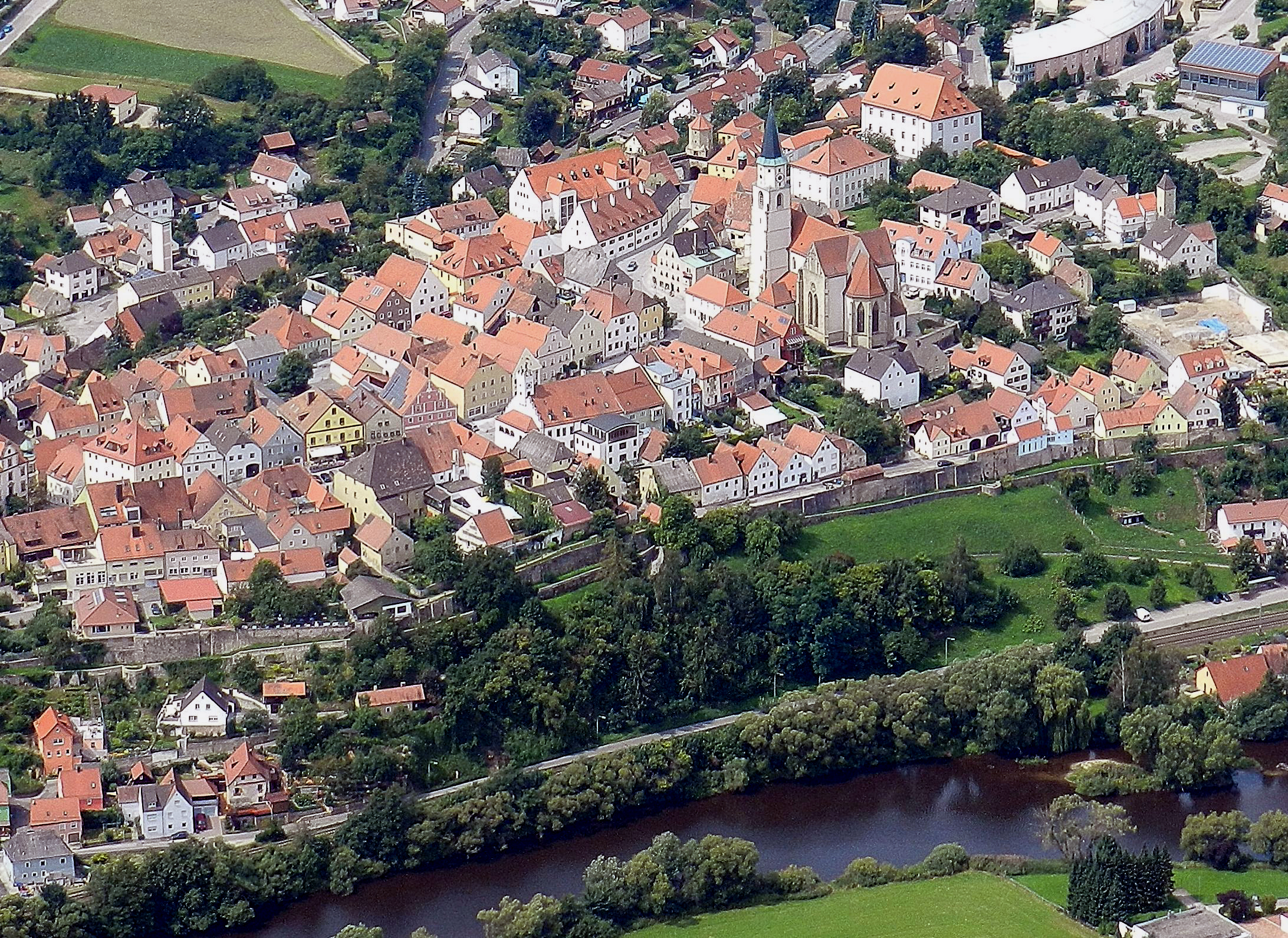
Nabburg aus der Luft

## Ensembles

### Ensemble Altstadt Nabburg

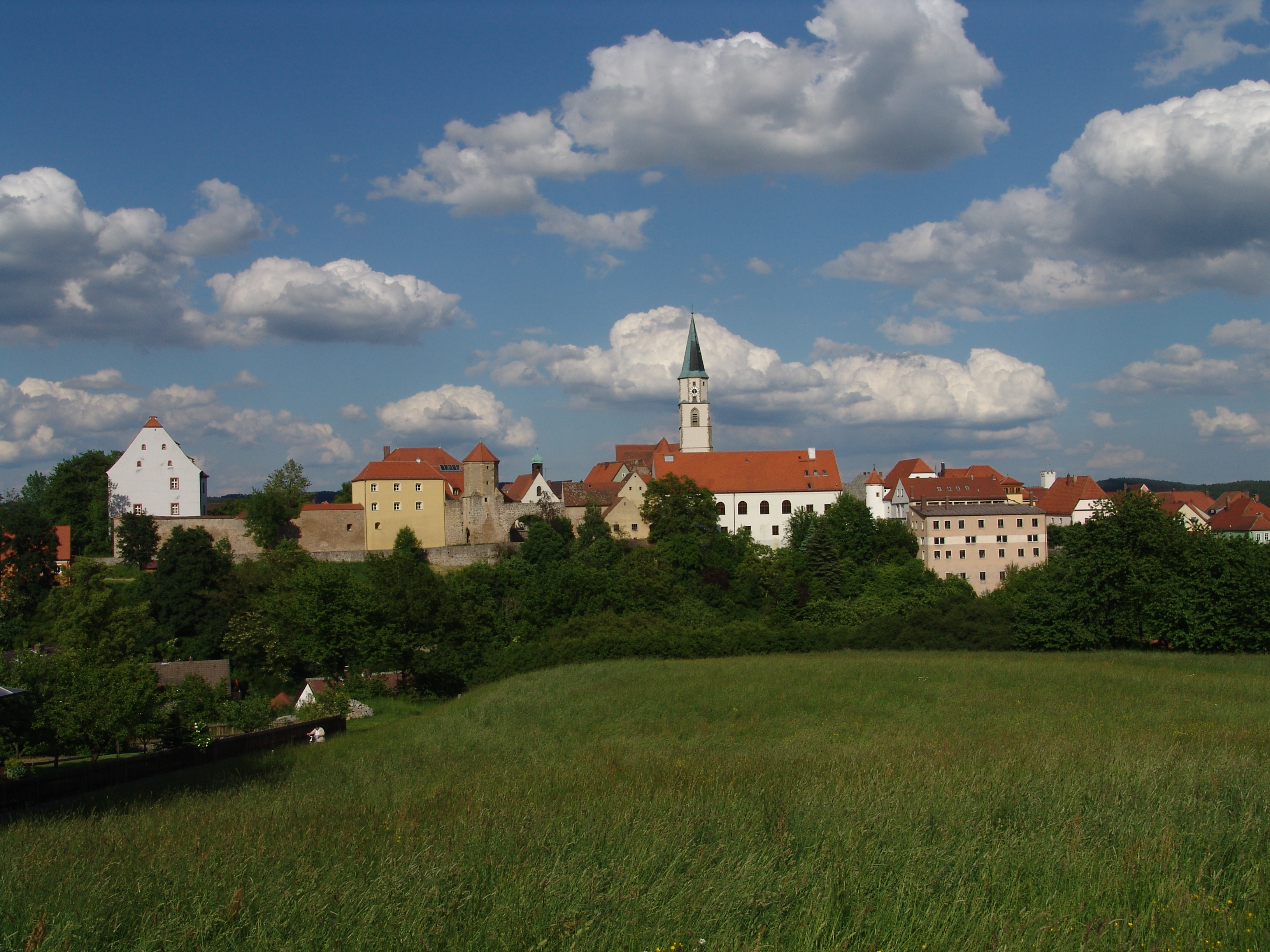
Nabburgs Altstadt von Westen

Nabburg ist im Bereich des mittleren Naabtales ein städtebaulicher und historischer Höhepunkt, der als „Stadt auf dem Berge“ keinem Vorüberfahrenden verborgen bleiben kann. Die Gründung der heutigen Oberstadt auf einem steil abfallenden Höhensporn zwischen der Naab und einer westlichen, hier einmündenden Bachsenke geschah wohl um 800 als ein erster Stützpunkt in der Erschließung des Nordgaues. Im Jahr 929 wurde Nabburg erstmals urkundlich erwähnt, ab 1061 besaß es das Stadtrecht, um diese Zeit war es bedeutend als Markgrafensitz, in deren Gebiet damals auch Amberg lag. Ab Mitte des 13. Jahrhunderts wurden die Wittelsbacher Landesherren über Nabburg, infolge deren Erbteilungen wurde Nabburg Sitz eines Vizedomamtes. Als solches 1410 aufgelöst und Amberg einverleibt, wurde nun das vordem bedeutendere Nabburg von Amberg überrundet.
Nach einer Brandschatzung durch die Hussiten 1420 wurde durch kurfürstliche Steuerbefreiung 1429 der Weiterbau an der Stadtbefestigung ermöglicht. Binnen eines halben Jahrhunderts wurde die Stadt in eine Festung mit doppeltem Mauerring und zwölf Toren verwandelt. Wenngleich auch diese nicht mehr vollständig erhalten sind, so haben sie doch die Einmaligkeit der Altstadt geprägt als einer Siedlung, die zugleich Burggestalt hatte, im Gegensatz zu den meisten übrigen Siedlungen, die sich am Fuß eines Burgberges einrichteten. Nach Vollendung der Stadtbefestigung dürften im Inneren allerdings noch sehr bescheidene Bauten gestanden haben, was aus dem damaligen Verbot ersichtlich wird, dass zur Nachtzeit nicht die Schindeln aus den Dächern gezogen werden dürften.
1536 war durch Brandstiftung die obere Stadt ausgebrannt und im gleichen Jahr der nördliche Pfarrkirchenturm zweimal durch Blitzschlag beschädigt worden, so dass man an dessen vollständige Abtragung ging. Nach den Wirren eines fünfmaligen Konfessionswechsels zwischen lutherischem und calvinischem Bekenntnis wurde die Stadt durch den Dreißigjährigen Krieg vollends verelendet; nachdem auch alle nachfolgenden Kriege dämpfend wirkten, kam es kaum mehr zu einer echten Erholung. Dies hatte andererseits zur Folge, dass die Stadtgestalt durch die Jahrhunderte nahezu unverändert erhalten blieb. Das Verkehrsrückgrat des schmalen und langgezogenen Altstadtumrisses bilden Oberer Markt und Unterer Markt als Mittelachse, die in Richtung zur Stadtpfarrkirche hin aufsteigt. Die Platzfronten werden von giebel- oder traufständigen Satteldach-, Walm- oder Halbwalmhäusern des 16. bis 18. Jahrhunderts und einigen angepassten Neubauten gebildet.
Einige Häuser zeigen eine Nabburger Sonderform durch Einziehung jeweils eines Hauseckes, jedoch bei gleich weit vorgezogener Dachform. Als zweiter wichtiger Nordsüdstraßenzug dient die Schmiedgasse. Vom Oberen Stadttor in der nordwestlichen Stadtmauer geht die Straße Obertor aus, in welche die beiden Nordsüdachsen, die Schmiedgasse und der Obere Markt einmünden. Beidseits der Straße, östlich und südlich des Tores, liegen zwei größere Gebäudekomplexe um das ehemalige Pflegschloss und das Bürgerspital.
Die Sackgasse zieht sich an der ehemaligen Ostmauer mit traufseitigen und giebelseitigen Kleinhäusern des 16. und 17. Jahrhunderts entlang, die zum Teil noch unverändert sind. An der Westflanke bildet das Mähntor sowohl Zugangsmöglichkeit als auch städtebaulichen Akzent. An der Ostzeile des Oberen Marktes dominiert das Alte Rathaus mit seinem südlichen Staffelgiebel und Turm. Die gesamte Altstadt aber wird weithin überragt von der Stadtpfarrkirche St. Johannes Baptist mit ihren doppelchörigen Abschlüssen, dem östlichen Querhaus und dem hochaufsteigenden, im 19. Jahrhundert mit einem Spitzhelm regotisierten Südturm.
Aktennummer: E-3-76-144-1

## Stadtbefestigung
Ehemalige Stadtbefestigung, trapezförmiger, doppelter Mauerring mit Zwinger, Bastionen, Haupttoren, Befestigungstürmen und tiefem Halsgraben, Granitbruchstein, nach 1429, im 16. Jahrhundert teilweise erneuert. Aktennummer: D-3-76-144-1
- Erhaltene Abschnitte der doppelten Ringmauer, zum Teil mit Bastionen:
  - Im Osten unter Badgasse 2, 4, 5, 6, 8
  - Östlich der Anwesen Oberer Markt 8, 10, 12, 14
  - Gegenüber der Sackwebergasse 1, 3, 5, 7, 9, 11, 12, 13, 15, 17, 18, 29, 22, 24
  - Im Westen entlang der Adressen Obertor 7, 11, 12, 13, 14, Schmiedgasse 1, 3, 5, 7, 9, 11, 13, 15, 17, 19, 21, 23 und am Unteren Markt 2, 4, 6, 8 und 19

- Erhaltene Reste der Ringmauer ohne Bastionen:
  - An der Nordseite der Stadt am ehemaligen Halsgraben,
  - Entlang der Anwesen Hüllgasse 4, 5a, 7, Obertor 12 und Sackwebergasse 24

- Erhaltene Befestigungstürme:
  - Im Norden (Nähe Hüllgasse) Pulverturm
  - Im Süden (Unterer Markt 19) Dechanthofturm

- Vorhandener Halsgraben nördlich der Ringmauer

| Lage                                         | Objekt                        | Beschreibung | Akten-Nr.               | Bild             |
| -------------------------------------------- | ----------------------------- | --- | ----------------------- | ---------------- |
| Am Mähntor 1 (Standort)                      | Stadttor, sogenanntes Mähntor | Viergeschossiger Rechteckturm aus Granitbruchsteinmauerwerk, mit tonnengewölbtem Durchfahrtstor, eingezogenes Obergeschoss mit Satteldachabschluss, gedeckter Holzgalerie und Freitreppe, südwestliches Vortor mit Zinnen und spitzbogigem Durchfahrtsportal, nach 1429 erbaut, 1532 umgebaut, Gewölbemalerei aus dem 18. Jahrhundert, südöstlicher Torbogen um 1904. | D-3-76-144-4            | weitere Bilder   |
| Badgasse 8 (Standort)                        | Stadtbefestigung              | Zugehöriges Reststück der Ring- und Zwingermauer. | D-3-76-144-11 zugehörig | weitere Bilder   |
| Hüllgasse 2 (Standort)                       | Stadtbefestigung              | Zugehörige Teilstücke der Ringmauer. | D-3-76-144-16 zugehörig | Stadtbefestigung |
| Nähe Hüllgasse (Standort)                    | Sogenannter Pulverturm        | Rechteckturm mit Pyramidendach aus Bruchsteinmauerwerk. | D-3-76-144-1 zugehörig  | weitere Bilder   |
| Obertor 7 (Standort)                         | Stadtbefestigung              | Zugehörige Reststücke der Ringmauer. | D-3-76-144-51 zugehörig | Stadtbefestigung |
| Obertor 11 (Standort)                        | Stadtbefestigung              | Zugehörige Reste der Ringmauer und einer überbauten Bastion. | D-3-76-144-54 zugehörig | weitere Bilder   |
| Obertor 12, Obertor 8, Obertor 14 (Standort) | Stadtbefestigung              | Zugehöriger Stadtmauerverlauf und Reststück der Ringmauer. | D-3-76-144-55 zugehörig | Stadtbefestigung |
| Obertor 13 (Standort)                        | Stadttor, sogenanntes Obertor | Gotischer fünfgeschossiger Torturm aus Bruchsteinmauerwerk mit achteckigen Obergeschossen und Pyramidendach, tonnen- und kreuzgratgewölbte Durchfahrtstor mit spitzbogigem Torbogen, östlicher Mauerabsatz mit Wehrgang und Freitreppe, 15. Jahrhundert, Umbau bezeichnet mit „1565“, südlicher Durchfahrtsbogen 1912/13.                                             | D-3-76-144-56           | weitere Bilder   |
| Schmiedgasse 1 (Standort)                    | Stadtbefestigung              | Zugehörige Reste der Ring- und Zwingermauer. | D-3-76-144-81 zugehörig | BW               |
| Schmiedgasse 15 (Standort)                   | Stadtbefestigung              | Zugehörige Reststücke der Ring- und Zwingermauer. | D-3-76-144-87 zugehörig | weitere Bilder   |
| Schmiedgasse 19 (Standort)                   | Stadtbefestigung              | Zugehörige Reste einer Bastion und Ring- und Zwingermauer. | D-3-76-144-91 zugehörig | weitere Bilder   |
| Schmiedgasse 21 (Standort)                   | Stadtbefestigung              | Zugehörige Reste der Ring- und Zwingermauer. | D-3-76-144-93 zugehörig | weitere Bilder   |
| Schmiedgasse 23 (Standort)                   | Stadtbefestigung              | Zugehörige Reste der Ring- und Zwingermauer. | D-3-76-144-94 zugehörig | weitere Bilder   |
| Unterer Markt 19 (Standort)                  | Sogenannter Dechanthofturm    | Rechteckturm mit Pyramidendach und Laterne, aus Bruchsteinmauerwerk. | D-3-76-144-1 zugehörig  | weitere Bilder   |

## Baudenkmäler nach Ortsteilen

### Nabburg
| Lage                                                                                | Objekt                                                 | Beschreibung | Akten-Nr.      | Bild                                                |
| ----------------------------------------------------------------------------------- | ------------------------------------------------------ | --- | -------------- | --------------------------------------------------- |
| Alter Brückenweg 1 (Standort)                                                       | Wohnhaus                                               | Zweigeschossiges Eckhaus mit Satteldach, stichbogigem Durchfahrtsportal und südlicher Keilstütze; Stallanbau, erdgeschossiger Satteldachbau; 17. Jahrhundert. | D-3-76-144-2   | BW                                                  |
| Alter Brückenweg 7 (Standort)                                                       | Wohnhaus                                               | Zweigeschossiges Eckhaus mit Satteldach und Flachbogenfenster; ehemaliger Stall, firstgedrehter, zweigeschossiger Walmdachanbau; im Kern 17./18. Jahrhundert. | D-3-76-144-3   | BW                                                  |
| An der Kirchmauer 4; Kirchplatz 1 (Standort)                                        | Wohnhaus                                               | Eingeschossiger und verputzter Satteldachbau aus Bruchsteinmauerwerk, im Kern 17./18. Jahrhundert; gedeckter Holzgang, wohl zweite Hälfte 19. Jahrhundert; vom oberen Kirchplatz zum Westgiebel. | D-3-76-144-6   | weitere Bilder                                      |
| Bachgasse 3 (Standort)                                                              | Steintafel                                             | Mit Relief des Nabburger Stadtwappens, Inschrift und gefaster Rahmung, Sandstein, bezeichnet mit „1584“; an der westlichen Traufseite von Haus Nummer 3. | D-3-76-144-7   | BW                                                  |
| Badgasse 8 (Standort)                                                               | Wohnhaus                                               | Ehemaliges Nebengebäude der Apotheke (Oberer Markt 8), zweigeschossiger Eckbau mit weit auskragendem Satteldach, Eckrücksprung und giebelseitig einfachem Radfenster, 18. Jahrhundert; zugehöriges Reststück der Ring- und Zwingermauer. | D-3-76-144-11  | weitere Bilder                                      |
| Brunnanger 2 (Standort)                                                             | Wohnhaus                                               | Eingeschossiger Steilsatteldachbau mit dreigeschossigem Dachgeschoss, über hohem Kellergeschoss, im Kern 16./17. Jahrhundert. | D-3-76-144-12  | BW                                                  |
| Georgenstraße 3 (Standort)                                                          | Wohn- und Geschäftshaus                                | Zweigeschossiges Eckhaus mit Walmdach und östlicher Aufzugsgaube, im Kern 17. Jahrhundert; Schwibbogen, 17./18. Jahrhundert, zwischen Haus Nummer 1 und 3. | D-3-76-144-13  | BW                                                  |
| Georgenstraße 16 (Standort)                                                         | Ehemalige sogenannte Schmiede im Tal                   | Zweigeschossiger, giebelseitiger Halbwalmdachbau mit flachbogigen Fensteröffnungen, Eingangsportal mit Sandsteingewände, im Kern 16./17. Jahrhundert. | D-3-76-144-14  | BW                                                  |
| Hüllgasse 4; Hüllgasse 2 (Standort)                                                 | Ehemaliges Burggut                                     | Gutshaus, zweigeschossiger Satteldachbau, nach Norden dreigeschossiger Mittelrisalit, im Kern 16./17. Jahrhundert, Südportal mit Wappen des Klosters Reichenbach, bezeichnet mit „1725“; Toreinfahrt mit Hofmauer, rundbogiges Portal mit Staffelgiebel und Lisenengliederung, Bruchsteinmauerwerk, 17. Jahrhundert, im 19. Jahrhundert verändert; ehemaliges Nebengebäude, schmales zweigeschossiges Satteldachhaus mit Flachbogenfenstern, 17. Jahrhundert; zugehörige Teilstücke der Ringmauer. | D-3-76-144-16  | Ehemaliges Burggut                                  |
| Kalvarienberg (Standort)                                                            | Kalvarienberg                                          | Kapelle, rechteckiger Satteldachbau mit Treppengiebel und Lisenengliederung, Innenraum mit Kuppelgewölbe und eingezogenem Chorbereich, 1822; vierzehn Kreuzwegstationen, gedrungene und verputzte Stelen mit Satteldachabschluss und Flachbogennische, 1822, Tonreliefs von 1986; Kreuzigungsgruppe, Holzkruzifix mit Beifigur Mariä über reliefiertem Granitsockel, beidseit von schlichten Kreuzen flankiert, farbig gefasstes Holz, wohl 1822; südlich der Kapelle. | D-3-76-144-103 | BW                                                  |
| Nähe Kapellenweg (Standort)                                                         | Sternwirtskapelle                                      | Dreiseitig geschlossener Satteldachbau mit Treppengiebel und Lisenengliederung, Spitzbogenportal mit geschnitzter Holztür in neugotischen Formen, 1865. | D-3-76-144-18  | BW                                                  |
| Am nördlichen Ende der Kemnather Straße (Standort)                                  | Feldkapelle St. Josef                                  | Rechteckiger Satteldachbau mit korbbogig geöffnetem Vorraum, seitlich auskragende Giebelfassade mit Lisenengliederung, 19. Jahrhundert; mit Ausstattung. | D-3-76-144-102 | weitere Bilder                                      |
| Kirchplatz 1, Kirchplatz 3 (Standort)                                               | Katholische Stadtpfarrkirche St. Johannes Baptist      | Dreischiffige, kreuzrippengewölbte Basilika mit Querhaus und eingezogenem West- und Ostchor, sechsgeschossiger Südturm mit Oktogon und Spitzhelm, überwiegend verputztes Quadersteinmauerwerk, Fassadengestaltung mit Maßwerkblenden und -fenstern, Strebepfeilern und Friesen, 1290–1349, Anbau der nördlichen Annakapelle im 15. Jahrhundert, Nordturm 1536 eingestürzt, südliches Hauptportal 17. Jahrhundert, um 1700 durch Portalvorhalle, sogenannte Sebastianskapelle überbaut; mit Ausstattung; Reliefplatte, mit Darstellung der Kreuzabnahme und Grablegung Christi, Sandstein, um 1400; in die südliche Langhauswand eingelassen; Kirchhofbefestigung, mit Keilstützen, Bruchsteinmauerwerk, 16./17. Jahrhundert. | D-3-76-144-20  | weitere Bilder                                      |
| Kirchplatz 3 (Standort)                                                             | Mesnerhaus                                             | Eingeschossiger Satteldachbau, Fenster und Rundbogenportal mit Sandsteingewände, im Kern 15./16. Jahrhundert. | D-3-76-144-21  | Mesnerhaus                                          |
| An der Ecke der Krankenhausstraße (Standort)                                        | Drei Steinkreuze                                       | Das nördliche mit gemeißelter Kanne, wohl nachmittelalterlich. | D-3-76-144-64  | BW                                                  |
| Ledermühlbühl; St 2156; am nördlichen Rand der Straße nach Oberviechtach (Standort) | Steinkreuz                                             | Doppelbalkenkreuz mit beidseitiger Inschrift, Granit, um 1600. | D-3-76-144-104 | BW                                                  |
| Ledermühlweg 3 (Standort)                                                           | Wappentafel                                            | Mit geschwungener Rahmung und Reliefdarstellung des Nabburger Wappens, Sandstein, bezeichnet mit „1708“; am ehemaligen Wohnhaus der Ledermühle. | D-3-76-144-23  | weitere Bilder                                      |
| Mittelschulstraße 2, Mittelschulstraße 4 (Standort)                                 | Friedhofskirche St. Georg                              | Chorturmanlage, flachgedecktes Langhaus mit Walmdach und Eckquaderung, Südportal mit gesprengtem Giebel und Pilastergliederung, eingezogener Ostturm aus Bruchsteinmauerwerk, mit Sakristei und Pyramidendach über Zahnschnittgesims, Turm romanisch, Langhaus 18. Jahrhundert, Lourdes-Grotte von 1904; mit Ausstattung; Epitaphien des 16.–19. Jahrhunderts an der westlichen Langhauswand; Friedhof mit Grabsteinen aus dem 19. und ersten Drittel des 20. Jahrhunderts; Leichenhalle, eingeschossiger Backsteinbau mit Walmdach, Mittelrisalit mit Arkadenöffnungen, neuromanische Fassadengestaltung mit Lisenen- und Backsteingliederung, 1898. | D-3-76-144-65  | weitere Bilder                                      |
| Mühlweg 7 (Standort)                                                                | Ehemaliger Bauernhof                                   | Wohnhaus des Dreiseithofs, zweigeschossiger und verputzter Giebelbau, im Kern 17. Jahrhundert; Hoftor, korbbogig; Schauerkreuz, Holzkruzifix, Viernageltypus mit Beifigur Mariä und rundbogiger Blechüberdachung, farbig gefasst, teils 18. Jahrhundert; an der südlichen Giebelseite des Nebengebäudes. | D-3-76-144-25  | weitere Bilder                                      |
| Mühlweg 9 (Standort)                                                                | Wohnhaus                                               | Zweigeschossiger und verputzter Giebelbau, 17./18. Jahrhundert. | D-3-76-144-26  | Wohnhaus                                            |
| Nikolaiweg 5, an der Auffahrt zur ehemaligen Naabbrücke (Standort)                  | Ehemalige Brückenkapelle                               | Schmaler Rechteckbau mit Satteldach und leerer Rundbogennische; darin Figur des heiligen Johann von Nepomuk, farbig gefasstes Holz; 18. Jahrhundert. | D-3-76-144-59  | weitere Bilder                                      |
| Oberer Markt 1 (Standort)                                                           | Wohn- und Geschäftshaus                                | Dreigeschossiges Schweifgiebelhaus mit Gesims- und Pilastergliederung, Flachbogenportale mit Sandsteingewände, bezeichnet mit „1570“, im 18. Jahrhundert verändert. | D-3-76-144-27  | Wohn- und Geschäftshaus                             |
| Oberer Markt 2 (Standort)                                                           | Ehemaliges Gürtlerhaus                                 | Jetzt Bäckerei, zweigeschossiger Traufseitbau, im Kern 17. Jahrhundert. | D-3-76-144-28  | Ehemaliges Gürtlerhaus                              |
| Oberer Markt 4 (Standort)                                                           | Ehemaliges Söldnerhaus und sogenanntes Leonardihaus    | Heute Museum und sogenanntes Schmidt-Haus, zweigeschossiger Giebelbau mit profilierten Fensterfaschen, 16./17. Jahrhundert, giebelseitige Sgraffitomalereien von Karl Schmidt-Wolfratshausen, 1930; mit Ausstattung. | D-3-76-144-29  | Ehemaliges Söldnerhaus und sogenanntes Leonardihaus |
| Oberer Markt 5 (Standort)                                                           | Gasthof Schwarzer Adler                                | Zweigeschossiger Giebelbau mit rückwärtigem Walm, im Kern 16./17. Jahrhundert. | D-3-76-144-30  | Gasthof Schwarzer Adler                             |
| Oberer Markt 6 (Standort)                                                           | Gasthof Zum Stern                                      | Zweigeschossiger Walmdachbau mit erdgeschossigen Stichbogenfenstern, Rundbogenportal mit Granitgewände, im Kern 16./17. Jahrhundert, Sgraffito-Malerei 1930–40; Hausfigur, in Rundbogennische, farbig gefasstes Holz; an der nördlichen Traufseite. | D-3-76-144-31  | Gasthof Zum Stern                                   |
| Oberer Markt 8 (Standort)                                                           | Alte Apotheke                                          | Zweigeschossiger Eckbau mit Halbwalmdach, Fenster mit profilierter Stuckrahmung, im Kern 16. Jahrhundert, Deckenschlussstein bezeichnet mit „1518“. | D-3-76-144-32  | Alte Apotheke                                       |
| Oberer Markt 9 (Standort)                                                           | Wohn- und Geschäftshaus, sogenanntes Bayerhaus         | Zweigeschossiger Eckbau mit Satteldach, im Kern 16. Jahrhundert, Giebelfeld mit barocker Pilaster- und Gesimsgliederung 18. Jahrhundert. | D-3-76-144-33  | Wohn- und Geschäftshaus, sogenanntes Bayerhaus      |
| Oberer Markt 11 (Standort)                                                          | Wohn- und Geschäftshaus                                | Dreigeschossiger Eckbau mit Halbwalmdach, im Kern Anfang 16. Jahrhundert; Stadel, zweigeschossiger Bruchsteinbau mit Satteldach und Rundbogentor, über hakenförmigem Grundriss, 16. Jahrhundert. | D-3-76-144-34  | Wohn- und Geschäftshaus                             |
| Oberer Markt 12 (Standort)                                                          | Ehemaliges Kupferschmiedhaus                           | Dreigeschossiger Eckbau mit Halbwalmdach, traufseitig eingeschossiger Pultdachanbau, nordöstlich rundbogiges Durchfahrtstor, 16./17. Jahrhundert. | D-3-76-144-35  | Ehemaliges Kupferschmiedhaus                        |
| Oberer Markt 13 (Standort)                                                          | Wohnhaus                                               | Zweigeschossiger Giebelbau mit nördlicher Eckeinziehung, Fenster und Rundbogenportal mit profilierter Stuckrahmung, im Kern 16./17. Jahrhundert, Fassadengestaltung 18. Jahrhundert; Hofmauer, mit spätgotischem Eingang, Bruchsteinmauerwerk, 16./17. Jahrhundert. | D-3-76-144-36  | Wohnhaus                                            |
| Oberer Markt 14 (Standort)                                                          | Ehemaliger Gasthof zum Goldenen Löwen                  | Zweigeschossiger und verputzter Eckbau mit Halbwalmdach, 16. Jahrhundert. | D-3-76-144-37  | Ehemaliger Gasthof zum Goldenen Löwen               |
| Oberer Markt 15 (Standort)                                                          | Wohnhaus                                               | Zweigeschossiges Schweifgiebelhaus mit Gesimsgliederung und rustizierten Ecklisenen, im Kern um 1530, Fassadengestaltung um 1900. | D-3-76-144-38  | Wohnhaus                                            |
| Oberer Markt 16 (Standort)                                                          | Altes Rathaus                                          | Langgestreckter zweigeschossiger Traufseitbau in Ecklage, mit Treppengiebel und Giebelturm mit Zinnenkranz, südlich daran zweigeschossiger Treppenvorbau mit Walmdach, rundbogigen Arkadenöffnungen und Renaissanceportal, bezeichnet mit „1580“, Umbau 1849/50, weiterer Umbau mit Fassadenumgestaltung 1898/99. | D-3-76-144-39  | weitere Bilder                                      |
| Oberer Markt 17 (Standort)                                                          | Hausmannhaus                                           | Dreigeschossiger und verputzter Giebelbau, mit Giebelaufsatz und -zier, Fassadengestaltung Anfang 19. Jahrhundert, im Kern älter, gewölbter Jugendstileingang mit Fliesen um 1900. | D-3-76-144-40  | Hausmannhaus                                        |
| Oberer Markt 19 (Standort)                                                          | Ehemaliges Messerschmiedhaus                           | Zweigeschossiger Halbwalmdachbau, mit spätgotischem Spitzbogenportal, Fenster mit Sandsteingewände bezeichnet mit „1526“ und „1565“. | D-3-76-144-41  | Ehemaliges Messerschmiedhaus                        |
| Oberer Markt 20 (Standort)                                                          | Wohn- und Geschäftshaus                                | Dreigeschossiger Traufseitbau mit Erker, profiliertem Stockwerkgesims und Korbbogenfenstern, Anfang 20. Jahrhundert; mit Ausstattung. | D-3-76-144-42  | Wohn- und Geschäftshaus                             |
| Oberer Markt 21 (Standort)                                                          | Wohn- und Geschäftshaus                                | Zweigeschossiges und verputztes Eckhaus mit Halbwalmdach, im Kern 17. Jahrhundert. | D-3-76-144-43  | Wohn- und Geschäftshaus                             |
| Oberer Markt 24 (Standort)                                                          | Wohn- und Geschäftshaus                                | Schmaler dreigeschossiger Walmdachbau mit Rundbogenportal, im Kern 17. Jahrhundert. | D-3-76-144-44  | Wohn- und Geschäftshaus                             |
| Oberer Markt 28 (Standort)                                                          | Wohnhaus                                               | Zweigeschossiger Giebelbau mit stichbogigem Durchfahrtstor; Nebengebäude, eingeschossiger Satteldachanbau mit tonnengewölbtem Durchgang; im Kern 16. Jahrhundert. | D-3-76-144-45  | Wohnhaus                                            |
| Oberer Markt 30; Sackwebergasse (Standort)                                          | Wohnhaus                                               | Freistehender zweigeschossiger Walmdachbau aus überwiegend verputztem Granitquadersteinwerk, südliches Eingangsportal mit Sandsteingewände, 17./18. Jahrhundert; Hofmauer, Bruchsteinmauerwerk; Schwibbogen, flachbogig; wohl 17./18. Jahrhundert. | D-3-76-144-46  | Wohnhaus                                            |
| Oberer Markt 32 (Standort)                                                          | Wohn- und Geschäftshaus                                | Freistehender zweigeschossiger Halbwalmdachbau, im Kern 14. Jahrhundert, 1660 erneuert und erweitert, nördliches Fenstergewände bezeichnet mit „1660“. | D-3-76-144-47  | Wohn- und Geschäftshaus                             |
| Oberer Markt 34 (Standort)                                                          | Ehemaliges Kaufmannshaus                               | Zweigeschossiger und freistehender Walmdachbau, Stichbogenfenster mit profilierter Stuckrahmung, im Kern 18. Jahrhundert, im Inneren bezeichnet mit „1846“, Nordfassade mit integriertem Teil der alten Kirchhofmauer und Weihwasserbecken, 16./17. Jahrhundert. | D-3-76-144-48  | Ehemaliges Kaufmannshaus                            |
| Obertor 1 (Standort)                                                                | Ehemalige Metzgerei                                    | Zweigeschossiger Traufseitbau mit östlichem Halbwalmdach, nach Westen eingeschossiger und firstgedrehter Anbau mit Frackdach, um 1790. | D-3-76-144-49  | Ehemalige Metzgerei                                 |
| Obertor 3 a (Standort)                                                              | Ehemaliger Zehentstadel, seit 2003 Stadtmuseum Nabburg | Zweigeschossiger Halbwalmdachbau aus verputztem Bruchsteinmauerwerk, nach Norden eingeschossiger Pultdachanbau und Rundturm mit Pyramidendach, 16./17. Jahrhundert. | D-3-76-144-95  | weitere Bilder                                      |
| Obertor 4 (Standort)                                                                | Wohnhaus                                               | Langgestreckter zweigeschossiger Walmdachbau, mit rustiziertem Erdgeschoss, Gesimsgliederung und geohrten Fensterfaschen, 19. Jahrhundert. | D-3-76-144-50  | Wohnhaus                                            |
| Obertor 4 a (Standort)                                                              | Ehemalige katholische Spitalkirche St. Maria           | Gotischer Bau, Langhaus mit Satteldach, eingezogener Polygonchor mit Strebepfeilern aus Sandsteinquaderwerk, zweite Hälfte 14. Jahrhundert, barocker Umbau im 18. Jahrhundert mit Rundbogenfenstern am Langhaus, im 19. Jahrhundert profaniert; mit Ausstattung. | D-3-76-144-22  | weitere Bilder                                      |
| Obertor 7 (Standort)                                                                | Ehemaliges Bürgerspital                                | Zweigeschossiger Satteldachbau mit polygonalem Treppenturm und Pyramidendach im Westen, Rundbogenportal mit Sandsteingewände, im Kern um 1420, nördliche Erweiterung und Satteldach 1560, Umbauten im Inneren 1701–1719; südlich daran Hofeinfahrt, rundbogig; zugehörige Reststücke der Ringmauer. | D-3-76-144-51  | Ehemaliges Bürgerspital                             |
| Obertor 9 (Standort)                                                                | Wohnhaus                                               | Zweigeschossiger Eckbau mit steilem Satteldach, 17./18. Jahrhundert. | D-3-76-144-53  | Wohnhaus                                            |
| Obertor 11 (Standort)                                                               | Ehemalige Schmiede                                     | Zweigeschossiger und verputzter Halbwalmdachbau, nach Norden firstgedrehter eingeschossiger Satteldachanbau mit rundbogigem Einfahrtstor, 17. Jahrhundert; zugehörige Reste der Ringmauer und einer überbauten Bastion. | D-3-76-144-54  | Ehemalige Schmiede                                  |
| Obertor 12, Obertor 8, Obertor 14 (Standort)                                        | Ehemaliges Pflegschloss, heute Vermessungsamt          | Mächtiger dreigeschossiger Traufseitbau mit westlichem Schopfwalm, im Kern 16. Jahrhundert, Umbau und Erweiterung 1750; evangelisch-lutherische St.-Laurentius-Kirche, ehemalige Schlosskapelle, spätgotischer kleiner Rechteckbau mit flachgedecktem Saalraum, eingezogener Polygonchor mit Netzrippengewölbe und Maßwerkfenstern, Chorbogen bezeichnet mit „1489“; Sakristei, rechteckiger Walmdachanbau aus Bruchsteinmauerwerk, wohl 18./19. Jahrhundert; an der östlichen Chorseite; ehemalige Fronfeste, seit 2001 Touristeninformations-Zentrum, zweigeschossiger Walmdachbau mit einseitigem Halbwalm und korbbogigem Eingangsportal, im Norden dreigeschossiger Walmdachanbau, 18. Jahrhundert, im Kern älter; Stadel, kleiner eingeschossiger Halbwalmdachbau, 17. Jahrhundert; Brunnen, rechteckiges Granitbecken mit Brunnensäule, wohl 18. Jahrhundert; Hofmauer, mit korbogigem Durchfahrts- und Rundbogenportal, verputztes Mauerwerk, 17./18. Jahrhundert; zugehöriger Stadtmauerverlauf und Reststück der Ringmauer. | D-3-76-144-55  | weitere Bilder                                      |
| Perschener Straße 5 (Standort)                                                      | Wohnhaus des ehemaligen Dreiseithofes                  | Stattlicher zweigeschossiger Walmdachbau in Ecklage, mit Flachbogenfenstern, 17. Jahrhundert. | D-3-76-144-58  | weitere Bilder                                      |
| Perschener Straße 13 (Standort)                                                     | Katholische Nebenkirche St. Nikolaus                   | Romanische Hallenkirche, rechteckiger Satteldachbau mit östlichem Fußwalm aus Quaderwerk, flachgedecktes Langhaus mit eingezogener, trapezförmiger Apsis, Mitte 12. Jahrhundert, nach Säkularisation profaniert, Renovierung mit Apsis 1964, 1970 wieder geweiht; Kruzifix, achteckige Granitstele mit Eisenkreuz, bezeichnet mit „1582“; an der nördlichen Chorwand. | D-3-76-144-60  | weitere Bilder                                      |
| Perschener Straße 17; Nähe Perschener Straße (Standort)                             | Sogenannter Lobinger-Hof                               | Wohnhaus, zweigeschossiger Giebelbau mit flachbogigen Aufzugsöffnungen, um 1600; Stadel, zweiteiliger Bruchsteinbau unter gemeinsamem Satteldach, Südteil wohl um 1800, nördlicher Teil um 1850; am nördlichen Ortsrand. | D-3-76-144-61  | weitere Bilder                                      |
| Perschener Straße 22 (Standort)                                                     | Gasthof                                                | Zweigeschossiger und verputzter Traufseitbau mit Rundbogentor, im Kern 17. Jahrhundert. | D-3-76-144-62  | Gasthof                                             |
| Perschener Straße 24 (Standort)                                                     | Wohnhaus                                               | Zweigeschossiger Satteldachbau mit Rundbogeneinfahrt, im Kern 17. Jahrhundert. | D-3-76-144-63  | Wohnhaus                                            |
| Rotbühlring, am nordwestlichen Ortsausgang (Standort)                               | Kruzifix                                               | Steinstele mit bekrönendem Eisenkruzifix und Beifigur Mariä, bezeichnet mit „1839“. | D-3-76-144-66  | BW                                                  |
| Schmiedgasse 1 (Standort)                                                           | Ehemaliger Gasthof zum Moaro                           | Zweigeschossiger und verputzter Walmdachbau mit einspringender Nordostecke; Hofmauer mit Rundbogentor, verputztes Mauerwerk; Anfang 16. Jahrhundert; zugehörige Reste der Ring- und Zwingermauer. | D-3-76-144-81  | weitere Bilder                                      |
| Schmiedgasse 1 (Standort)                                                           | Steinstadel                                            | Erste Hälfte 19. Jahrhundert; zu Schmiedgasse 1 gehörig. | D-3-76-144-19  | BW                                                  |
| Schmiedgasse 12 (Standort)                                                          | Wohnhaus                                               | Schmaler zweigeschossiger Walmdachbau mit Keilstützen und hohem Kellergeschoss, Rundbogenportal mit Sandsteingewände, Anfang 16. Jahrhundert. | D-3-76-144-84  | Wohnhaus                                            |
| Schmiedgasse 14 (Standort)                                                          | Wohnhaus                                               | Zweigeschossiger Eckbau mit Walmdach bzw. rückwärtigem Halbwalm, mit hohem Kellergeschoss und Keilstützen, Fenster und Rundbogenportal mit Sandsteingewände; Hofmauer, mit korbbogigem Durchfahrtstor; Anfang 16. Jahrhundert. | D-3-76-144-86  | Wohnhaus                                            |
| Schmiedgasse 15 (Standort)                                                          | Wohnhaus                                               | Zweigeschossiger Walmdachbau mit Standerker und profiliertem Traufgesims, flachbogige Fenster- und Toröffnungen, Walmdachanbau im Westen, 16./17. Jahrhundert; zugehörige Reststücke der Ring- und Zwingermauer. | D-3-76-144-87  | weitere Bilder                                      |
| Schmiedgasse 16 (Standort)                                                          | Ehemaliges Weißbierbrauhaus                            | Eingeschossiger Halbwalmdachbau mit rundbogigen Einfahrtstoren, im Kern frühes 16. Jahrhundert, bezeichnet mit „1548“. | D-3-76-144-88  | Ehemaliges Weißbierbrauhaus                         |
| Schmiedgasse 18 (Standort)                                                          | Ehemalige Schlosserei Beim Gietl                       | Zweigeschossiger und verputzter Walmdachbau, 16./17. Jahrhundert. | D-3-76-144-90  | Ehemalige Schlosserei Beim Gietl                    |
| Schmiedgasse 19 (Standort)                                                          | Wohnhaus                                               | Zweigeschossiger Giebelbau mit korbbogigem Einfahrtstor und Keilstützen, im Kern Ende 16. Jahrhundert; zugehörige Reste einer Bastion und der Ring- und Zwingermauer. | D-3-76-144-91  | weitere Bilder                                      |
| Schmiedgasse 20 (Standort)                                                          | Wohnhaus                                               | Zweigeschossiger und verputzter Halbwalmdachbau, im Kern 16./17. Jahrhundert. | D-3-76-144-92  | Wohnhaus                                            |
| Schmiedgasse 21 (Standort)                                                          | Wohnhaus                                               | Zweigeschossiger Giebelbau, Fenster mit Sandsteingewände, Ende 16. Jahrhundert; mit Ausstattung; zugehörige Reste der Ring- und Zwingermauer. | D-3-76-144-93  | weitere Bilder                                      |
| Schmiedgasse 23 (Standort)                                                          | Ehemaliges katholisches Pfarrhaus                      | Zweigeschossiger Eckbau mit auskragendem Walmdach, hohem Kellergeschoss und zweiarmiger Freitreppe, Fassadengestaltung mit rustizierten Ecklisenen, Gesimsgliederung und Stuckrahmung, im Stil der Neurenaissance, Ende 19. Jahrhundert; Durchfahrtstor, rundbogig, Ende 19. Jahrhundert; zugehörige Reste der Ring- und Zwingermauer. | D-3-76-144-94  | weitere Bilder                                      |
| Seilergasse 4 (Standort)                                                            | Ehemalige Seilerei                                     | Zweigeschossiger Satteldachbau mit vollständig erhaltener technischer Ausstattung, um 1900. | D-3-76-144-96  | BW                                                  |
| Sterzenbachgasse 12 (Standort)                                                      | Ehemaliges Hafneranwesen                               | Wohnhaus, zweigeschossiger Traufseitbau mit korbbogigem Durchfahrtstor, Fenster mit Stuckrahmung; mit Brennofen; Stallgebäude, firstgedrehter Anbau mit Gewölbe; zugehöriger Felsenkeller, mit überwölbtem Vorbau; 16./17. Jahrhundert. | D-3-76-144-127 | BW                                                  |
| Unterer Markt 2 (Standort)                                                          | Ehemaliges Landratsamt                                 | Heute Polizeigebäude, dreigeschossiger Walmdachbau über hakenförmigem Grundriss, mit geschwungenem Zwerchhausgiebel und polygonalem Eckerker mit Zwiebelhaube, hofseitig überdachter Holzbalkon auf Steinkonsolen, Fassadengestaltung im Stil der Neurenaissance mit Sandsteinelementen; Durchfahrtstor, flachbogig, mit Sandsteingewände; Ende 19. Jahrhundert. | D-3-76-144-129 | weitere Bilder                                      |
| Unterer Markt 19; Unterer Markt 17 (Standort)                                       | Ehemaliger Pfarrhof, sogenannter Dechanthof            | Spätgotisches, zweigeschossiges Treppengiebelhaus, Fenster mit Stuckrahmung, nach 1455, im Süden zweigeschossiger Pultdachanbau mit neugotischer Eingangstür, um 1900; nach Süden mit Stadtmauer und Befestigungsturm verbunden; ehemaliges Wirtschaftsgebäude, sogenanntes Kuttnerhaus, Dreiflügelanlage, zweigeschossiger Satteldachbau um Innenhof, mit integriertem Torbogen im Süden, im Kern 17. Jahrhundert. | D-3-76-144-99  | weitere Bilder                                      |

### Brudersdorf
| Lage                      | Objekt                                     | Beschreibung | Akten-Nr.      | Bild                                     |
| ------------------------- | ------------------------------------------ | --- | -------------- | ---------------------------------------- |
| Brudersdorf 7 (Standort)  | Herrenhaus mit Gutshof, Vierflügelanlage   | Herrenhaus, zweigeschossiger Schopfwalmdachbau mit Dachreiter und hohem Kellergeschoss, Fassadengestaltung mit Gesimsgliederung und Eckquaderung, Fenster mit geohrten Fensterfaschen, Eingangsportal mit dreiseitiger Freitreppe, giebelseitig kleiner Balusterschrot, im Heimatstil, frühes 20. Jahrhundert; Gutshof mit Wirtschaftsgebäuden, Stallungen und Verwaltung, dreiseitige und eingeschossige Satteldachbauten, mit überwiegend flachbogigen Gewändeöffnungen, frühes 20. Jahrhundert. | D-3-76-144-105 | Herrenhaus mit Gutshof, Vierflügelanlage |
| In Brudersdorf (Standort) | Katholische Filialkirche Mariä Himmelfahrt | Romanische Chorturmanlage, Langhaus mit Satteldach und Zahnfriesgesims, gedrungener Rechteckturm mit Pyramidendach, wohl 13. Jahrhundert, Fenster und Eingang mit spitzbogigen Sandsteingewänden, gotisch, westliche Langhauserweiterung Mitte 14. Jahrhundert, weitere Umgestaltungen im 17./18. Jahrhundert; mit Ausstattung; Friedhofsmauer mit Rundbogenportal, Bruchsteinmauerwerk, 17./18. Jahrhundert.                                                                                      | D-3-76-144-106 | weitere Bilder                           |

### Diendorf
| Lage                                  | Objekt      | Beschreibung | Akten-Nr.      | Bild           |
| ------------------------------------- | ----------- | --- | -------------- | -------------- |
| Schulstraße; Schulstraße 2 (Standort) | Ortskapelle | Rechteckiger Satteldachbau mit spitzbogigem Eingangsportal, 1929; mit Ausstattung; sogenanntes Schwarzes Marterl, Granitstele mit Bildnische und bekrönendem Eisenkruzifix mit Beifigur, 16. Jahrhundert; ehemalige Gemarkungssäule, sogenannter Bauernfeind, Bildstock mit vierseitigem Bildnischenaufsatz und Kreuzigungsreliefs, über gedrungener Säule, Sandstein, Anfang 16. Jahrhundert; beides neben der Ortskapelle. | D-3-76-144-107 | weitere Bilder |

### Girnitz
| Lage                 | Objekt                       | Beschreibung | Akten-Nr.      | Bild |
| -------------------- | ---------------------------- | --- | -------------- | ---- |
| Girnitz 5 (Standort) | Wohnhaus eines Dreiseithofes | Erdgeschossiger und verputzter Satteldachbau mit hofseitigem Gredvordach, 18. Jahrhundert; Hofkapelle, dreiseitig geschlossener Satteldachbau, 1862. | D-3-76-144-110 | BW   |

### Haselhof
| Lage                  | Objekt     | Beschreibung | Akten-Nr.      | Bild       |
| --------------------- | ---------- | --- | -------------- | ---------- |
| Haselhof 7 (Standort) | Bauernhaus | Langgestreckter eingeschossiger Schopfwalmdachbau aus verputztem Ziegelsteinmauerwerk, 17./18. Jahrhundert; Kruzifix, mit Beifigur Mariä und rundbogigen Blechdächern, Holz, farbig gefasst, 18./19. Jahrhundert. | D-3-76-144-111 | Bauernhaus |

### Höflarn
| Lage                            | Objekt                               | Beschreibung                                                                             | Akten-Nr.      | Bild           |
| ------------------------------- | ------------------------------------ | ---------------------------------------------------------------------------------------- | -------------- | -------------- |
| Höflarn 1; Höflarn 2 (Standort) | Ehemaliges Schloss, Zweiflügelanlage | Zweigeschossige Walmdachbauten, Westflügel mit Dreiseitschluss, im Kern 18. Jahrhundert. | D-3-76-144-112 | weitere Bilder |

### Lissenthan
| Lage                 | Objekt                                             | Beschreibung | Akten-Nr.      | Bild |
| -------------------- | -------------------------------------------------- | --- | -------------- | ---- |
| Nebelberg (Standort) | Teil eines Untersuchungsbergwerks der Zeit um 1500 | Geneigter Schacht bis etwa 43 Meter Tiefe, mit zwei Streckengängen von je etwa zwanzig Metern Länge nach NO und SW. | D-3-76-144-128 | BW   |

### Namsenbach
| Lage                                                 | Objekt                                    | Beschreibung                                                                                            | Akten-Nr.      | Bild |
| ---------------------------------------------------- | ----------------------------------------- | --- | -------------- | ---- |
| Hirtenberg; in Namsenbach; vor Haus Nr. 2 (Standort) | Steinbildstock, ehemalige Gemarkungssäule | Runder Schaft mit ausladendem Aufsatz und reliefierter Kreuzigungsdarstellung, Granit, 16. Jahrhundert. | D-3-76-144-113 | BW   |

### Neusath
| Lage                                                                                        | Objekt             | Beschreibung | Akten-Nr.      | Bild           |
| ------------------------------------------------------------------------------------------- | ------------------ | --- | -------------- | -------------- |
| Am hohen Bichel, Neusath 200 a (Standort)                                                   | Kalvarienberg      | Kapelle, halbrund geschlossener Satteldachbau mit Lisenengliederung und Rundbogenportal, 1847; vierzehn Kreuzwegstationen, Granitstele mit Bildnischenaufsatz und Eisenkreuzbekrönung, 1847, Kreuze 1872 und Bilder 1970 erneuert; Kreuz, Stele mit bekrönendem Eisenkruzifix, wohl zweite Hälfte 19. Jahrhundert. | D-3-76-144-117 | BW             |
| Kreisstraße SAD 36, 200 Meter östlich von Neusath, an der Straße nach Pamsendorf (Standort) | Steinkreuz         | Granit, bezeichnet mit 1609. | D-3-76-144-118 | weitere Bilder |
| Neusath 21 (Standort)                                                                       | Schloss            | Im Kern Anlage des 16. Jahrhunderts, ab dem 17./18. Jahrhundert verändert und erweitert. Westflügel, zweigeschossiger Schopfwalmdachbau, 17./18. Jahrhundert, nach Süden achteckiger Treppenturm mit Pyramidendach, Turmuntergeschoss im Kern 16. Jahrhundert, Obergeschoss nach 1990 erneuert; darin Schlosskapelle, erste Hälfte 19. Jahrhundert; mit Ausstattung; südlicher Westflügel, zweigeschossiger Walmdachanbau mit geohrten Fensterfaschen, wohl erstes Drittel 19. Jahrhundert; Wirtschaftshof, Dreiflügelanlage, eingeschossige Halbwalm- und Satteldachbauten mit rundbogigem Durchfahrtstor im Süden, Fenster mit Stuckrahmung, 18./19. Jahrhundert. | D-3-76-144-115 | weitere Bilder |
| Neusath 88 (Standort)                                                                       | Ehemaliges Hüthaus | Eingeschossiger Satteldachbau, ehemaliger Stallbereich und Giebel verbrettert, Fenster mit Stuckrahmung, 17./18. Jahrhundert, 1997 saniert. | D-3-76-144-114 | BW             |

### Perschen
| Lage                                                                            | Objekt                                                                                             | Beschreibung | Akten-Nr.      | Bild           |
| ------------------------------------------------------------------------------- | -------------------------------------------------------------------------------------------------- | --- | -------------- | -------------- |
| Kapellenflecke, an der Perschener Straße, gegenüber dem Haus Nr. 22. (Standort) | Drei Steinkreuze                                                                                   | Das mittlere mit reliefierter Pflugschar, Granit, wohl mittelalterlich. | D-3-76-144-124 | BW             |
| Perschen 13 (Standort)                                                          | Ehemaliger Pfarrhof, ab 1470 Bauernhof, nach 1692 sogenannter Edelmannshof, seit 1964 Bauernmuseum | Dreiseitanlage. Ehemaliges Pfarrhaus, Wohnstallhaus, zweigeschossiger Satteldachbau aus verputztem Bruchsteinmauerwerk, mit traufseitigem Balusterschrot, 1605, im Kern 13. Jahrhundert; Stadel, eingeschossiger Satteldachbau in verschalter Ständerbaukonstruktion, mit Bruchsteinmauerwerk, 1922; Wagenschupfen mit Schweinestall, eingeschossige Ständerbaukonstruktion mit Satteldach und Stallgewölbe, rückseitig Bruchsteinmauerwerk, wohl 1605, Schweinestall 1966 aus Trichenricht (Lkr. Schwandorf) transferiert; Stallgebäude, eingeschossiger Satteldachbau aus Bruchsteinmauerwerk, mit Stallgewölbe, wohl 1605; Streuschupfen, eingeschossiger Satteldachbau, Ständerkonstruktion mit Bruchsteinmauerwerk, wohl 1605; Getreidekasten, aufgeständerter Blockbau mit Schopfwalmdach, 1964 aus Losenried (Lkr. Cham) transloziert; Hofmauer mit stichbogigem Durchfahrtstor und Spitzbogenportal mit Sandsteingewände, wohl 1605. | D-3-76-144-120 | weitere Bilder |
| Perschen 16; Perschen 13; in Perschen (Standort)                                | Katholische Pfarrkirche Sankt Peter und Paul                                                       | Spätromanische, dreischiffige Basilika aus verputztem Bruchsteinmauerwerk, Langhaus mit Stichkappentonne und eingezogenem Rechteckchor, östliche Doppeltürme mit Pyramidendach, gotische Vierpass- und Maßwerkfenster, erste Hälfte 13. Jahrhundert, Turmerhöhung 13./14. Jahrhundert, Sakristeianbau und Chorgewölbe erste Hälfte 15. Jahrhundert, Barockisierung des Innenraums 1750–55; mit Ausstattung; Friedhofsmauer, Bruchsteinmauerwerk, im Kern mittelalterliche Befestigungsmauer; Friedhofskapelle, Karner, zweigeschossiger romanischer Rundbau aus Bruchsteinmauerwerk, mit Kegeldach, Ostapside und Oberkapelle mit Kuppelgewölbe, um 1160, Fresken zweite Hälfte 12. Jahrhundert. | D-3-76-144-121 | weitere Bilder |

## Ehemalige Baudenkmäler
In diesem Abschnitt sind Objekte aufgeführt, die früher einmal in der Denkmalliste eingetragen waren, jetzt aber nicht mehr. Objekte, die in anderem Zusammenhang also z. B. als Teil eines Baudenkmals weiter eingetragen sind, sollen hier nicht aufgeführt werden. Aktennummern in diesem Abschnitt sind ehemalige, jetzt nicht mehr gültige Aktennummern.

| Lage                             | Objekt                             | Beschreibung | Akten-Nr.      | Bild                 |
| -------------------------------- | ---------------------------------- | --- | -------------- | -------------------- |
| Etzelhof Etzelhof 1 (Standort)   | Bauernhof                          | Wohnstallhaus, 18./19. Jahrhundert, Stall mit Holzaltane im Obergeschoss 18./19. Jahrhundert; Toreinfahrtsmauer um 1800.                        | D-3-76-144-108 | BW                   |
| Girnitz Girnitz 2 (Standort)     | Wohnhaus, sogenannter Griesl-Bauer | Walmdachbau mit Rundbogenportal, bezeichnet mit 1712, eingemauerter Steinbildstock, wohl romanisch, wohl ursprünglich Gemarkungssäule.          | D-3-76-144-109 | BW                   |
| Neusath Neusath 200 (Standort)   | Wohnstallhaus mit Fachwerkgiebel   | Im Kern wohl 18. Jahrhundert; Fachwerkgiebel an einem Stadel, wohl 18. Jahrhundert; aus der westlichen Oberpfalz transloziert (Mauerteile neu). | D-3-76-144-119 | weitere Bilder       |
| Wiesensüß Wiesensüß 1 (Standort) | Ehemaliger Bauernhof               | Wohnstallhaus bezeichnet mit 1860, im Kern wohl 16./17. Jahrhundert; Stall mit Holzaltane und Obergeschoss, wohl 18. Jahrhundert.               | D-3-76-144-126 | Ehemaliger Bauernhof |